# Julia Wanner
Julia Wanner (ur. 8 grudnia 1987) – niemiecka lekkoatletka, specjalizująca się w skoku wzwyż.

## Osiągnięcia
- brązowy medal Uniwersjady (Belgrad 2009)

## Rekordy życiowe
- skok wzwyż - 1,93 (2009)